# آلفين هاربر
آلفين هاربر (بالإنجليزية: Alvin Harper)‏ هو لاعب كرة قدم أمريكية أمريكي، ولد في 6 يوليو 1967 في ليك ويلز في الولايات المتحدة.

## وصلات خارجية
- آلفين هاربر على موقع مرجع كرة القدم المحترفة.كوم (الإنجليزية)